# تي ان ايه ريديمشين
كان عرض تي ان ايه ريديمشين (بالعربية: الفداء) عرض مصارعة المحترفين بقواعد الدفع مقابل المشاهدة (بي بي في) وهو أحد العروض التي تنتجها شركة التي ان ايه الذي وقع يوم الاحد الموافق 22 أبريل 2018 في مدينة أورلاندو، فلوريدا في قاعة الامباكت زون. كان هذا الحدث الأول تحت تسلسل ريديمشين الزمني والحدث الأول في جدول الدفع مقابل المشاهدة لعام 2018 حيث تم الإعلان عن عرض شهري مدفوع في 2017 وتم الإعلان عن اسم العرض وتاريخه في 2018 . كما يظهر على البطاقة أيضًا مصارعون من اتحاد لوتشا ليبري تربل ايه ورلد وايد (AAA) ولوتشا اندرجروند، اللذان لدي التي ان ايه شراكات معهما.

## الوقائع المنظورة
| المواهب الأخرى التي تظهر على الشاشة | المواهب الأخرى التي تظهر على الشاشة |
| ----------------------------------- | ----------------------------------- |
| المعلقين                            | جوش ماثيوز                          |
| المعلقين                            | دون كاليس                           |
| مذيع الحلبة                         | جيفري سكوت                          |
| الحكام                              | براندون تول                         |
| الحكام                              | جون برافو                           |
| الحكام                              | كريس ليفين                          |
| المقابلات خلف الكواليس              | ماكنزي ميتشل                        |

تميز عرض ريديمشين بمجموعة من مباريات مصارعة المحترفين التي تنطوي على المصارعين مختلفين النزاعات وحيث تم كتابتة السيناريوهات من قبل فريق ابداع. صور المصارعون المكروهين والمحبوبين أو الشخصيات الأقل تميزًا في الأحداث النصية التي أدت إلى توتّر وادي ذلك الي اعلان عن مباراة مصارعة أو سلسلة من المباريات.
كان من المقرر أصلاً أن يدافع أوستن آريس عن بطولة العالم ضد ألبرتو إل باترون. ومع ذلك، تم فصل ايل باترون من الاتحاد في 7 أبريل حيث أنه لم يظهر في عرض تي ان ايه ضد لوتشا اندرجروند. حدث المصارعة في نيو أورليانز ضمن فعليات ريستليكون في الليلة السابقة. أصبحت المباراة مباراة تهديد ثلاثي بين اريس وبينتاغون جونيور. وراي فينيكس، والتي فاز بها بنتاجون. بعد المباراة، أمسك اريس الميكروفون وذكر أنه يجب عليه القيام بالمباراة مرة أخرى في عرض ريديمشين علي بطولة العالم واعلنت المباراة رسمياً في عرض هاوس اوف هاردكور ضمن نفس الفعليات.
في الحلقة 15 مارس من عرض الامباكت أثناء مباراة فايست اور فايرد ! ، تلقى إيلي دريك الحقيبة للحصول على فرصة لقب الفرق. في حلقة 12 أبريل من عرض الامباكت! ، أعلن دريك أنه سوف يصرف في حقيبته في عرض ريديمشين وأنه سوف يتعاون مع سكوت شتاينر لتحدي ابطال الفرق فريق ال ايه اكس علي اللقب 

## بعد العرض
خلال هذا الحدث، تعرض كونان لهجوم خلف الكواليس وبلغ ذروته في سلسلة من خسائر LAX بسبب غياب قادئه. في طبعة 24 مايو من عرض الامباكت، عاد ايدي كينجستون أعيدت تسميته ذا كينج King عندما أخذ منصب قائد LAX مما ساعد الفريق في استعادة ألقاب العلامة في حلقة 21 يونيو من عرض الامباكت. في نفس الليلة، عاد كونان واتهم كينغ بتنظيم ضربة له اعترف بأنه الفاعل وقام هاومسيد وهرنانديز مهاجمة فريق ال ايه اكس، مما أدى إلى نشوب حرب أهلية توجت بحرب 5150 في شوارع سلاميفرسري اكس في اي.
هاجمت سو يونغ اللي في حلقة 26 أبريل من عرض الامباكت، وهذه المرة لأول مرة التي يظهر فيها فيلق سو يونغ من «وصيفات الشرف غير الموتي Undead Brides» في محاولة لوضع اللي في نعش لروزماري، مما أدى إلى عداء بين سو يونغ وروزماري الذي بلغ ذروته في «وفاة روزماري» التي أدت إلى تخطي سو يونغ قتل مساعدة الشيطان بوضعها في تابوت وإشعال النار فيه في حلقة 17 مايو من عرض الامباكت. وتم الإعلان عن مباراة بين اللي لحسم موقفها الأخير ضد سو يونغ في مباراة طقوس أخيرة على لقب النوك اوتس، الذي خسرته اللي ودُفنت من قِبل سو يونغ.

## استقبال العرض
قوبل عرض ريديمشين بمراجعات إيجابية في المقام الأول. قام لاري كسونكا Larry Csonka من فريق 411mania بتقييم الحدث بجيد واعطاه 7 نجوم من أصل 10 وقال "ان العرض كان بمثابة عودة جيدة إلى للشركة للبي بي في مع شيء بسيط للجميع. كان لدينا بعض المصارعة الجيدة، لأول مرة من تيسا بلانشارد، وبعض التغييرات المدهشة في الالقاب والاحتفاظ بها، وشعور عام من المرح المنتج تفتقر عموما على البي بي في لفترة طويلة ". ذهب الثناء الهائل لمباريات الحدث الرئيسي بين بيتاغون وفينيكس واريس علي لقب العالم ومباراة هاوس اوف هاردكور بين فريق اوهايو ضد كل شئ ضد فريق تومي دريمر وموس وايدي ادواردز. " 
كتب مايك مكماهون من موقع PWTorch قائلاً: «لا أعتقد أن هناك أي شك، بان حال التي ان ايه تحسن كثيراَ مقارنة في فترة العروض بين باوند فور جلوري حتي هذا البي بي في. تم تسليم كل مباراة تقريبًا، وكان الحدث الرئيسي جيدًا. تقريبا كل مباراة تحكي قصة منطقية وجيدة. كان العمل جيدا جدا. كان كل شيء في موقعه المناسب.» 
محرر جريدة Prowrestling.net ، قال جاسون باول، «ان عرض ريديمشن كان رائعا وكان من الرائع رؤية الشركة تركز علي اصغر الاشياء. علاوة على ذلك، كان من الجيد أن نرى نهاية مباراة مع نهاية نظيفة بدلاً من كل هذا الهراء النموذجي للغاية الذي رأيناه في عدد كبير جدًا من البي بي في الدفع علي مر السنين. كان الحدث الرئيسي ممتعًا للغاية وكان من الجيد إنهاء العرض بطريقة تهز الأمور بطريقة غير متوقعة في المجموعة التالية من التسجيلات التلفزيونية.» 

## النتائج
| الترتيب                | النتائج                                                                                           | نوع المباراة                      | الوقت الذي استغرفته المباراة بالدقائق |
| ---------------------- | ------------------------------------------------------------------------------------------------- | --------------------------------- | ------------------------------------- |
| 1                      | ايرو ستار هزم دراجو                                                                               | مباراة فردية                      | 11:45                                 |
| 2                      | فريق ايلي دريك وسكوت ستاينر هزما فريق ال ايه اكس (سانتانا واورتيز) (ب)                            | مباراة فرق علي بطولة الفرق        | 07:55                                 |
| 3                      | براين كيدج هزم ديزموند كزافييه، دي جي زي، إيل هيجو دل فانتاسما، تايجي إيشيموري ‏ وتريفور لي        | مباراة قاتلة سداسية               | 12:50                                 |
| 4                      | تايا فالكيري هزمت كيرا هوجان                                                                      | مباراة فردية                      | 08:05                                 |
| 5                      | مات سيدال (ب) هزم بيتي ويليامز                                                                    | مباراة فردية علي بطولة الاكس دفجن | 11:35                                 |
| 6                      | أوهايو مقابل كل شيء (ديف كريست وجيك كريست وسامي كالهان ‏) يهزمون فريق إدي إدواردز وموس وتومي دريمر | مباراة هاوس اوف هاردكور           | 12:55                                 |
| 7                      | أللي (ب) تهزم سو يونج (مع براكستون سوتر)                                                          | مباراة فردية علي بطولة النوك اوتس | 07:15                                 |
| 8                      | بينتاغون جونيور يهزم أوستن اريس (ب) وراي فينيكس                                                   | مباراة ثلاثية علي بطولة العالم    | 16:20                                 |
| - (ب) - يشير إلى البطل |                                                                                                   |                                   |                                       |

## روابط خارجية
- موقع الاتحاد الرسمي
- موقع فيت تي في